# Lemay (Misuri)
Lemay es un lugar designado por el censo ubicado en el condado de San Luis en el estado estadounidense de Misuri. En el Censo de 2010 tenía una población de 16645 habitantes y una densidad poblacional de 1.410,59 personas por km².

## Geografía
Lemay se encuentra ubicado en las coordenadas 38°31′55″N 90°17′3″O / 38.53194, -90.28417. Según la Oficina del Censo de los Estados Unidos, Lemay tiene una superficie total de 11.8 km², de la cual 11.33 km² corresponden a tierra firme y (4.02%) 0.47 km² es agua.

## Demografía
Según el censo de 2010, había 16645 personas residiendo en Lemay. La densidad de población era de 1.410,59 hab./km². De los 16645 habitantes, Lemay estaba compuesto por el 93.61% blancos, el 1.73% eran afroamericanos, el 0.29% eran amerindios, el 1.67% eran asiáticos, el 0.04% eran isleños del Pacífico, el 0.96% eran de otras razas y el 1.71% pertenecían a dos o más razas. Del total de la población el 3.11% eran hispanos o latinos de cualquier raza.